# Deutscher Schauspielpreis 2022
Die Verleihung des Deutschen Schauspielpreises 2022 fand am 9. September im Spindler & Klatt in Berlin statt.

## Nominierungen und Änderungen
Die Nominierungs-Jury bestand 2022 aus Rainer Bock, Jane Chirwa, Laura Louisa Garde, Eva Meckbach, Ruth Reinecke, Oliver Reinhard und Rainer Strecker. Für die Kategorie Die Stimme: Natascha Geisler, Marios Gavrillis, Christian Gundlach, Jörn Linnenbröker, Sabine Falkenberg. Die Nominierungen wurden am 14. Juni 2022 bekanntgegeben.
Gegenüber dem Vorjahr wurden zwei neue Preiskategorien eingeführt: die Kategorie Duo für das Zusammenspiel zweier Filmpartner und die Kategorie Schauspieler/Schauspielerin in einer episodischen Rolle für Serienauftritte. Außerdem wird bei den Auszeichnungen nicht mehr zwischen Männern und Frauen unterschieden, um nicht-binäre Personen mit einzuschließen. Einige Preiskategorien wurden umbenannt.

## Nominierte und Preisträger

### Schauspieler in einer dramatischen Hauptrolle
Franz Rogowski für Große Freiheit
Meltem Kaptan für Rabiye Kurnaz gegen George W. Bush
Hanno Koffler für Die Saat
Lavinia Wilson für Legal Affairs
Haley Louise Jones für Ivie wie Ivie
Elsie de Brauw für Zum Tod meiner Mutter

### Schauspieler in einer dramatischen Nebenrolle
Seyneb Saleh für Toubab
Harald Windisch für Im Netz der Camorra
Sandra Borgmann für Der König von Palma
Georg Friedrich für Große Freiheit

### Schauspieler in einer komödiantischen Rolle
Lisa Wagner für Die Wespe
Florian Lukas für Die Wespe
Anja Kling für Das Begräbnis
Moritz Bleibtreu für Faking Hitler

### Schauspieler in einer episodischen Rolle
Jule Böwe für Tatort: Die Kalten und die Toten
Vito Sack für Tatort: Die Kalten und die Toten
Ada Philine Stappenbeck für Polizeiruf 110: Hildes Erbe
Darja Mahotkin für Jenseits der Spree

### Duo
Farba Dieng und Julius Nitschkoff für Toubab
Meret Becker und Mark Waschke für Tatort: Die Kalten und die Toten
Verena Altenberger und Camill Jammal für Polizeiruf 110: Frau Schrödingers Katze

### Nachwuchs
Dora Zygouri für Die Saat
Eren M. Güvercin für Druck (Staffel 7)
Canan Kir für Die Welt wird eine andere sein
Marius Ahrendt für The Billion Dollar Code

### Starker Auftritt
Sarah Viktoria Frick für Kaiserschmarrndrama
Jule Gartzke für Tatort: Masken
Jasna Fritzi Bauer für Ferdinand von Schirach – Glauben
Steffen Münster für Schneller als die Angst

### Therese-Giehse-Preis
Johanna Kappauf für ihre Darstellung in Wer immer hofft, stirbt singend, Münchner Kammerspiele; ausgewählt von Edgar Selge

### Synchronpreis „Die Stimme“
Rubina Nath (unter anderem die Stimme von Dakota Johnson)
Dagmar Dempe (unter anderem die Stimme von Meryl Streep)
Asad Schwarz (unter anderem die Stimme von Eddie Griffin)

### Ehrenpreis „Lebenswerk“
für Michael Degen (posthume Verleihung)

### Ehrenpreis „Inspiration“
für Isabella Vértes-Schütter

### Spezialpreise
- Fairnesspreis von BFFS und ver.di FilmUnion: Garagenvolk von Natalija Yefimkina[7]
- Ensemblepreis: Ensemble von Die Discounter (Casting Liza Stutzky und Patrick Dreikauss)